# Barbarochthon brunneum
Barbarochthon brunneum is een schietmot uit de familie Barbarochthonidae. De soort komt voor in het Afrotropisch gebied.